# Alejandro Paniagua Cendón
Alejandro Paniagua Cendón, más conocido como Alejandro Paniagua (nacido en 1990 en Valladolid, Castilla y León), es un entrenador español de baloncesto. Actualmente es entrenador del UEMC Real Valladolid Baloncesto de la Primera FEB y de la selección de baloncesto de Guinea Ecuatorial.

## Trayectoria
Paniagua comenzó su carrera como entrenador en diversos clubes de Soria, como el Baloncesto Soria Femenino (BSF), el Baloncesto Fuente del Rey (FdR) y el Club Soria Baloncesto (CSB), y en 2017 ingresa en las categorías inferiores del UEMC Real Valladolid Baloncesto.
En la temporada 2018-19, se convierte en entrenador asistente de Paco García en el UEMC Real Valladolid Baloncesto de la Liga LEB Oro. En la temporada siguiente, siendo entrenador asistente de Hugo López Muñoz, acabaría la liga en primer lugar, logrando el ascenso a la Liga ACB, que más tarde no se materializaría. 
En las siguientes temporadas continuaría en el club vallisoletano formando parte de los cuerpos técnicos de Roberto González Presas, Paco García, Lolo Encinas e Iñaki Martín.
El 25 de abril de 2025, tras la destitución de Iñaki Martín, se convierte en entrenador del UEMC Real Valladolid Baloncesto de la Primera FEB hasta el final de la temporada.

### Internacional
En 2019, firma como entrenador asistente de Stéphane Dumas en la selección de baloncesto de Guinea Ecuatorial.
El 20 de febrero de 2024, se convierte en primer entrenador de la selección de baloncesto de Guinea Ecuatorial para dirigirla en varios partidos clasificatorios para el Afrobasket 2025, tras no poder compaginar Stéphane Dumas dicho cargo con el de ayudante en el Metropolitans 92 de la LNB Pro A francesa. 

## Clubes
- Categorías inferiores del UEMC Real Valladolid Baloncesto
- 2018-2025: UEMC Real Valladolid Baloncesto. Liga LEB Oro. (Asistente)
- 2025-presente: UEMC Real Valladolid Baloncesto. Primera FEB

## Internacional
- 2019-2024: Selección de baloncesto de Guinea Ecuatorial (Asistente)
- 2024- actualidad: Selección de baloncesto de Guinea Ecuatorial (Primer entrenador)

## Palmarés
- Ascenso a Liga Endesa (2019/2020)
- Ascenso a Liga EBA (2019/2020)
- Ascenso a Liga EBA (2021/2022)
- Campeón Copa Castilla y León (2021/2022)
- Campeón Copa Castilla y León (2022/2023)